# Port lotniczy Yenişehir
Port lotniczy Yenişehir (IATA: YEI, ICAO: LTBR) – międzynarodowy port lotniczy położony w mieście Yenişehir, w Turcji.

## Linie lotnicze i połączenia
| Linia Lotnicza   | Kierunek                                                                     |
| ---------------- | ---------------------------------------------------------------------------- |
| AnadoluJet       | 1. Ankara 2. Antalya 3. Diyarbakır 4. Erzurum 5. Gaziantep 6. Muş 7. Trabzon |
| SalamAir         | 1. Maskat                                                                    |
| Turkish Airlines | 1. Stambuł 2. Dżudda                                                         |